# 塔莫·哈德爾
塔莫·哈德爾（德語：Tammo Harder；1994年1月4日—）是一位德國足球運動員。在場上的位置是前鋒。他現在效力於德國足球丙級聯賽球隊多特蒙德二隊。